# Cancer du scrotum
Le cancer du scrotum est très rare (épithéliomas le plus souvent, et beaucoup plus rarement mélanomes, rhabdomyosarcomes ou liposarcomes).
Il semble toujours induit par l'exposition (jusqu'à plus de 10 ans avant) à des carcinogènes : créosote, pétrole, suies ou goudrons. Le chirurgien anglais Percivall Pott (1714-1788) avait déjà remarqué que les enfants qui étaient autrefois (pour leur petite taille) employés à ramoner les cheminées étaient beaucoup plus nombreux à développer un cancer du scrotum à l'âge adulte, vers l'âge de 20 ans, ce qui a été un des premiers indices de causes environnementales pour certains cancers.

## Dissémination
Elle se fait en passant par les tissus inguinaux superficiels et sous-inguinaux.

## Traitement
Excision de la lésion, et éventuellement curage inguinal si un faible nombre de ganglions sont touchés par des métastases (moins de trois).
Sans métastases ganglionnaires, 50 % des patients opérés survivent à 5 ans. Ils sont moins de 20 % s'il y a métastases ganglionnaires.